# Theodor Avellan

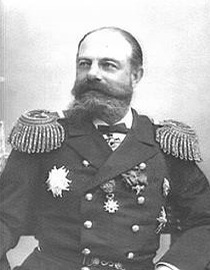
Theodor Christian Avellan.

Theodor Christian Avellan (ryska Федор Карлович Авелан, Fjodor Karlovitj Avelan), född den 12 september 1839 i Lovisa, död den 17 november 1916 i Petrograd, var en rysk amiral. Han var kusins sonson till Gustaf Adolf Avellan.
Avellan inträdde 1855 i ryska flottan samt blev 1891 konteramiral och 1893 befälhavare för ryska medelhavseskadern. Med denna avlade han ett besök i Toulon hösten samma år för att återgälda franska flottans visit i Kronstadt. Åtföljd av några officerare och soldater for han därpå till Paris, där han i egenskap av ryska flottans chef mottogs med hänförelse. Denna händelse betraktades i hela Europa som en bekräftelse på den fransk-ryska alliansen, som då ännu inte blivit offentligt proklamerad. Avellan blev 1896 chef för amiralstaben och 1903 generaladjutant hos Nikolaus II av Ryssland och marinminister. Han erhöll i juni 1905, efter katastrofen vid Tsushima, avsked som marinminister, blev 1905 amiral och 1914 ledamot av riksrådet.

## Utmärkelser
- Kommendör med stora korset av Svärdsorden, 1902.[1]